# 多治見市文化会館
多治見市文化会館（たじみしぶんかかいかん）は、岐阜県多治見市にある文化施設。
2015年（平成27年）1月1日よりバローが命名権を取得して「バロー文化ホール」の愛称となる。

## 概要
- 開館 - 1981年（昭和56年）4月28日
- 敷地面積 - 16,513m2
- 建築面積 - 5,231m2
- 延床面積 - 7,552m2

## 施設
- 大ホール：1,314席
  - ワンスロープ方式
  - 固定席：1,182席
  - 移動席：116席
  - 母子室：10席
  - 車椅子席：6席
- 小ホール：402席
  - ワンスロープ方式
  - 固定席：390席
  - 母子室：8席
  - 車椅子席：4席
- 大会議室
- 展示室（A・B）
- 練習室（1～4）
- 和室
- リハーサル室
- 楽屋（1～6）

## 所在地
- 岐阜県多治見市十九田町2-8

## 交通機関
- JR中央本線・太多線 多治見駅から徒歩で約10分。
- 中央自動車道 多治見インターチェンジから約5分。

## 周辺
- 多治見市立精華小学校
- JR中央本線・太多線 多治見駅
- 国道19号